# آلکس مینیرو
آلکس مینیرو (به پرتغالی: Alexander Pereira Cardoso) بازیکن فوتبال در پست مهاجم اهل برزیل است که در شهر بلو هوریزونته و در تاریخ ۱۵ مارس ۱۹۷۵ به دنیا آمده‌است.

## باشگاهی
آلکس مینیرو در تیم‌های فوتبال پالمیراس]، کروزیرو، اتلتیکو پارانائنزه، اتلتیکو مینیرو، کاشیما آنتلرز و گرمیو سابقهٔ حضور دارد.